# Mario Van Essche
Mario Van Essche (Bonheiden, 2 september 1978) is een Belgisch bestuurder en advocaat.

## Levensloop
Van Essche is advocaat arbeidsrecht, onderwijsrecht en insolventie aan de balie van Antwerpen. Daarnaast is hij lid van de raad van bestuur van theater 't Arsenaal, co-voorzitter van de Nationale Evaluatiecommissie voor Zwangerschapsafbreking en penningmeester van de regionale televisiezender RTV. Sinds 24 november 2012 is hij voorzitter van het Humanistisch Verbond (HV), in deze hoedanigheid volgde hij Marie Höfte op. Hieraan voorafgaand was hij voorzitter van de Mechelse HVV-afdeling.